# Cheval en Estonie
Le cheval en Estonie   (estonien : hobune) est présent dès l'âge du bronze tardif, de nombreuses découvertes archéologiques ayant été faites sur les îles estoniennes et près de la mer Baltique. L'Estonie se caractérise par un effondrement de sa population chevaline au cours du XXe siècle, tombant à seulement 7 534 têtes en 2009, ce qui fait de l'Estonie l'un des pays européens ayant le moins de chevaux par habitant. 
Les trois races de chevaux estoniennes natives, l'Estonien, le Trait estonien et le Tori, sont rares, et menacées d'extinction. 

## Histoire

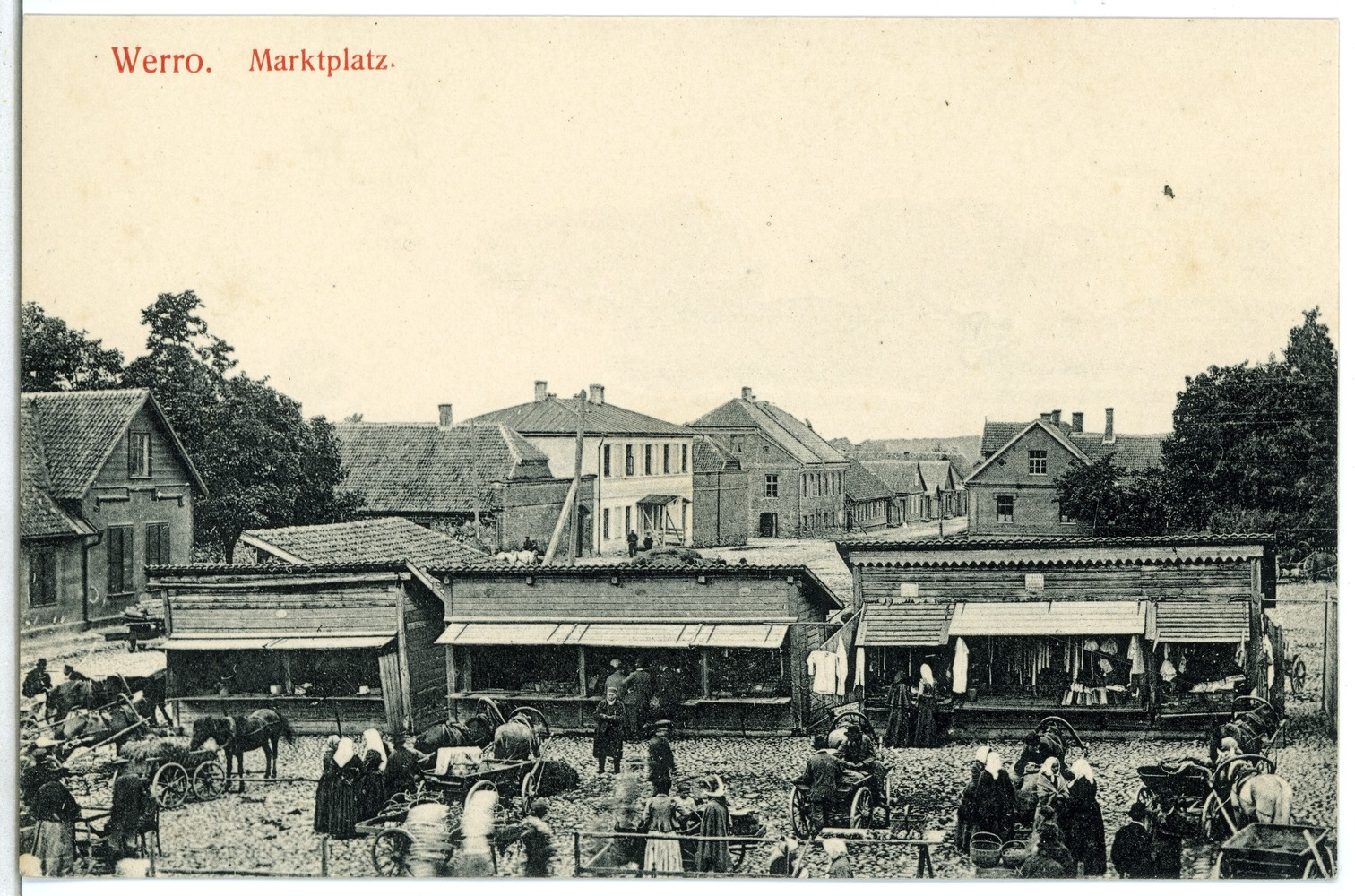
Attelages sur la place du marché de Võru en 1906.

Des chevaux sauvages sont recensés sur ce territoire dès la Préhistoire, du VIIIe au Ve millénaire av. J.-C., où ils constituent 0,5 % des ossements du site de Lammasmägi, à Kunda. La date d'arrivée des animaux domestiques n'est pas connue avec précision, mais il est certain que des chevaux domestiques sont présents en grand nombre à l'âge du bronze tardif (1100 - 500 av. J.-C.). Au moins huit chevaux ont été découverts sur le site de Ridala, et au moins 15 sur celui d'Asva : ces animaux semblent avoir été abattus pour leur viande vers l'âge de 2 ou 3 ans. Il est également possible qu'ils aient servi d'animaux de trait ou de selle, la découverte de pièces de harnachement en bronze et en bois d'élan plaidant pour un tel usage. Le cheval n'était vraisemblablement une source de nourriture qu'en cas de nécessité et de façon secondaire. 
La taille estimée de l'un d'eux est d'environ 1,20 m à 1,28 m. Les ossements de certains chevaux ont servi, de façon rare, d'outils à leur tour. La présence de chevaux durant l'époque Viking est notable, avec un plus grand nombre d'ossements retrouvés dans le Sud et le Sud-Est de l'Estonie, mais le cheval semble très faiblement présent dans les villes.
Les autorités soviétiques établissent un haras national, portant le numéro 150, dans le bourg de Tori : ce haras sélectionne la race de chevaux du même nom à partir des années 1890.
L'histoire chevaline de l'Estonie se caractérise par un effondrement du cheptel au cours du XXe siècle. En 1927, ce pays compte environ 229 000 chevaux. En 1939, 238 500 chevaux sont comptabilisés dans les fermes estoniennes ; ils ne sont plus que 178 800 en 1946, après la Seconde Guerre mondiale, en raison des confiscations soviétiques. Dans les années 1950 et 1960, le cheval reste relativement abondant, et continue d'effectuer la majorité des travaux de traction agricole. L'introduction du tracteur, dans les années 1960, fait progressivement chuter leur nombre.
En 1984, l'Estonie compte 61 élevages privés, détenant 1 633 juments de plus de 3 ans,. En 1985, il reste 10 700 chevaux dans toute l'Estonie, puis seulement 8 600 en 1990. Plusieurs fermes de l'époque communiste étaient actives dans l'élevage de chevaux de selle et de sport.
Le plan de développement rural estonien 2007-2013 n'a pas prévu de soutien aux éleveurs équins. Jusqu'en 2009, le cheval est juridiquement considéré comme un animal de compagnie en Estonie. Depuis, il est considéré comme un animal de rente.

## Pratiques et usages

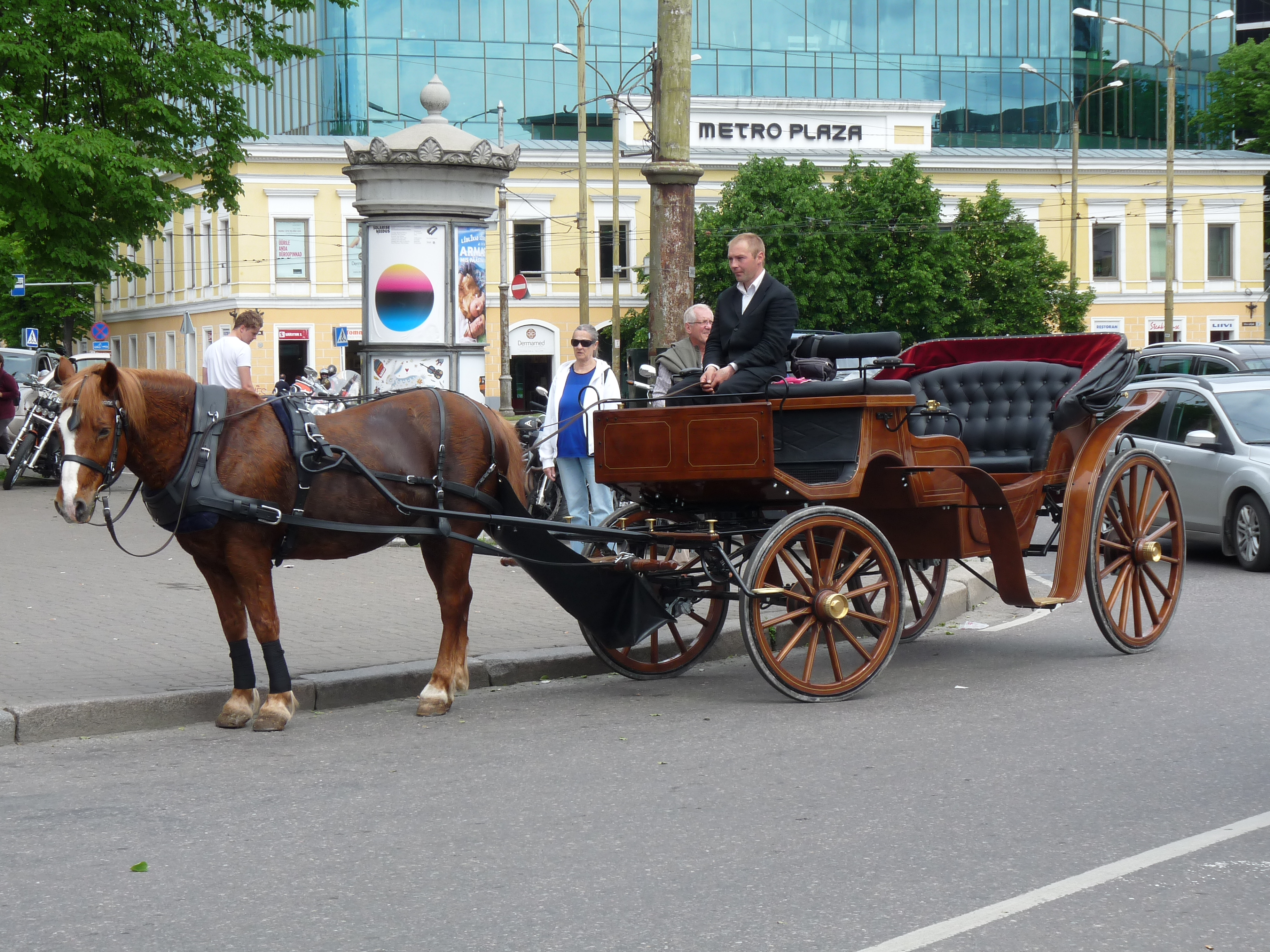
Attelage dans une rue de Tallinn.

En 1987, l'Estonie comptait 40 centres équestres, détenant 550 chevaux. En 2009, la plupart des propriétaires d'écuries estoniens ont fait de l'élevage et des sports équestres leur activité professionnelle. Il s'agit généralement de petites entreprises familiales, un adolescent ou jeune adulte de la famille pratiquant l'équitation, ce qui évite d'avoir à rémunérer un intervenant extérieur pour travailler les chevaux.
Les pratiques équestres estoniennes relèvent surtout de l'équitation de loisir, mais l'évolution du nombre de chevaux et l'organisation de la filière européenne vers les sports équestres laissent présager une diversification future de ces pratiques.

## Élevage

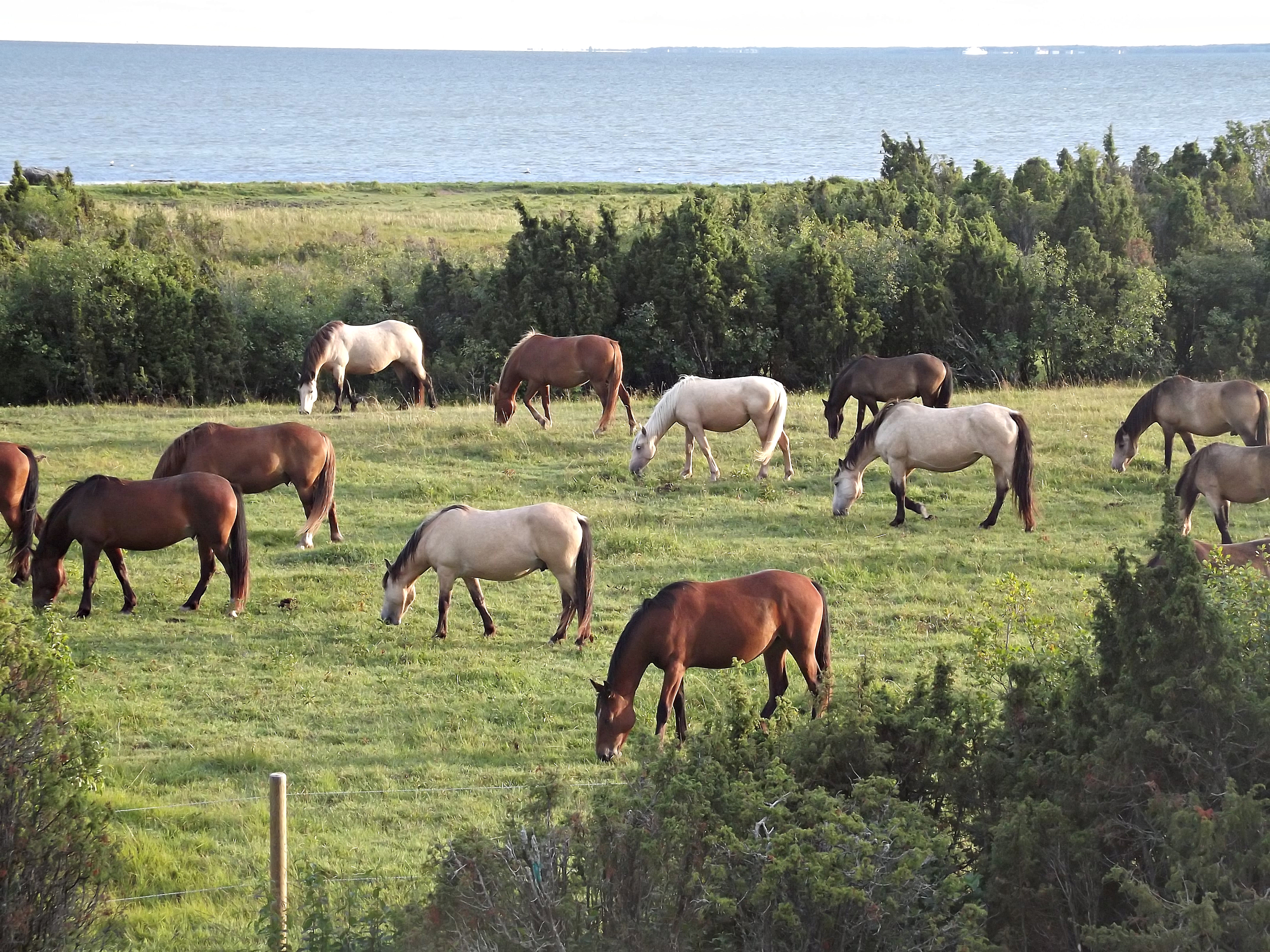
Chevaux dans la commune de Lääneranna.

L'élevage estonien est essentiellement privé. En septembre 2009, l'Estonie compte 1 927 propriétaires de chevaux (dont 500 sont aussi des éleveurs actifs), détenant 7 534 chevaux de différentes races. Le comté de Harju compte la plus grande population équine, en particulier sur les îles de Saaremaa et Hiiumaa. La moyenne de chevaux par propriétaire est de 20, indiquant un élevage organisé et rentabilisé plutôt qu'une pratique en amateur. L'Estonie a l'un des plus bas taux de chevaux par habitant de toute l'Union européenne, avec 4 900 animaux recensés en 2008, soit un taux de 3,7 chevaux pour 1 000 habitants.
Les éleveurs estoniens de chevaux appartenant à des races rares bénéficient d'aides gouvernementales, et d'aides pour organiser les tests de performances depuis 2010. 
D'après la base de données DAD-IS de la FAO, trois races de chevaux sont natives de l'Estonie : l'Estonien natif (Eesti hobune), le trait estonien (Eesti raskeveohobune) et le cheval de Tori (Tori hobune). Plus récemment, un cheval de sport estonien (eesti sporthobuse) a été sélectionné. Si le cheval de Tori a subi une introgression de chevaux warmblood d'Europe, l'Estonien et le Trait estonien ont conservé un patrimoine génétique ancestral et unique.
Le pays élève également une race d'origine étrangère, le Trakehner.
La couleur de robe porteuse du gène Silver est populaire en Estonie.